# Isthmohyla melacaena
Isthmohyla melacaena é uma espécie de anfíbio anuros da família Hylidae. Está presente nas Honduras. A UICN classificou-a como quase ameaçada.